# Windsor del Llano
Windsor Alfred del Llano Suárez (Cochabamba, 18 agosto 1949) è un ex calciatore boliviano, di ruolo centrocampista.

## Carriera

### Club
Ha giocato nella massima serie dei campionati boliviano e statunitense. Tra il 1970 e il 1972 è in forza al New York Hota, con cui vince la National Challenge Cup 1971, sconfiggendo in finale i San Pedro Yugoslavs.

### Nazionale
Dopo aver giocato una partita nel 1973 con la Nazionale statunitense, dal 1975 al 1981 gioca con la Nazionale boliviana con cui ha preso parte alla Copa América 1975 e 1979.

## Palmarès
- National Challenge Cup: 1

New York Hota: 1971